# Schroefhoorngeit
De schroefhoorngeit of markhoor (Capra falconeri) is een wilde geit uit de westelijke Himalaya. Het is waarschijnlijk de meest primitieve en de grootste soort uit het geslacht Capra. De naam "markhoor" is een samenstelling van het Perzische "mar", slang, en "khor", eten. De soort eet echter geen slangen, en de naam slaat waarschijnlijk op de schroefvormige hoorns, die wat aan kronkelende slangen doen denken.

## Beschrijving
De markhoor heeft een grijzig roodbruine vacht, die lichter wordt naarmate het dier ouder wordt. Oude dieren hebben een bijna witte vacht. De wintervacht is langer en grijzer dan de korte rodere zomervacht. De schroefhoorngeit dankt zijn naam aan de lange, platte, spiraalvormig gedraaide hoorns. De vorm en lengte van de hoorn verschilt per plaats en individu. In Kasjmir worden de hoorns tot wel 165 centimeter lang, maar meestal zijn de hoorns bij de bok 82 tot 143 centimeter lang. Bij vrouwtjes worden de hoorns veel kleiner, tot 25 centimeter lang. De bok heeft lange manen op de nek, de borst en de schenen en een lange sik.
De schroefhoorngeit wordt 140 tot 180 centimeter lang, de staart wordt 8 tot 14 centimeter lang. De bok heeft een schofthoogte van 86 tot 115 centimeter, een kop-romplengte van 162 tot 180 centimeter en een lichaamsgewicht van 80 tot 120 kilogram. Het vrouwtje wordt veel kleiner, 140 tot 150 centimeter lang, 65 tot 70 centimeter hoog en 32 tot 40 kilogram.

## Verspreiding en leefgebied
De schroefhoorngeit bewoont voornamelijk steile, rotsachtige, beboste hellingen en ravijnen in de westelijke Himalaya, in Zuid-Oezbekistan, Tadzjikistan, Afghanistan, Noord-Pakistan, Kasjmir en Noord-India. Ze houden zich op op een hoogte tussen de 700 en 4000 meter. 's Zomers komt hij voornamelijk voor tot op een hoogte van 3000 tot 3500 meter. Het is een uitstekende klimmer.
In Pakistan wordt het dier beschouwd als nationaal symbool.

## Voedsel en gedrag
De schroefhoorngeit leeft van gras, bladeren, kruiden en twijgen. 's Winters bestaat het dieet voornamelijk uit mos, twijgen en knoppen van struiken. Om hogere vegetatie te bereiken, heffen ze zich soms op hun achterpoten. Ze zijn voornamelijk in de schemering actief. De belangrijkste vijanden zijn sneeuwpanters, wolven en lynxen.
De schroefhoorngeit leeft in kleine kudden van gemiddeld negen dieren, bestaande uit enkele vrouwtjes en hun jongen. Bokken leven meestal solitair.

## Voortplanting
De paartijd valt in december. In deze tijd houden de bokken gevechten om te mogen paren. Hierbij worden de hoorns in elkaar gehaakt, waarna de bokken proberen te draaien en te duwen totdat een van beiden omvalt. Het vrouwtje krijgt één à twee jongen per worp (soms drie) tussen april en juni, na een draagtijd van 135 tot 170 dagen. De zoogtijd duurt vijf tot zes maanden. Na 18 tot 30 maanden is het dier geslachtsrijp. De schroefhoorngeit kan tot twaalf à dertien jaar oud worden.

## Ondersoorten
Er zijn drie ondersoorten:
- Capra falconeri falconeri
- Capra falconeri megaceros
- Capra falconeri heptneri